# Góry (Białogard)
Góry (deutsch Bergen) ist ein Dorf in der polnischen Woiwodschaft Westpommern. Es gehört zur Gmina Białogard (Gemeinde Belgard) im Powiat Białogardzki (Belgarder Kreis).

## Geographische Lage
Góry ist das südlichste Dorf der Gmina Białogard. Es ist über die Woiwodschaftsstraße Nr. 163 Kołobrzeg (Kolberg)–Wałcz (Deutsche Krone) in der Abzweigung bei Tychówko (Woldisch Tychow) nach Rąbino (Groß Rambin) zu erreichen. Die Entfernung zur Kreisstadt beträgt 27 Kilometer. Die nächste Bahnstation ist Rąbino an der Bahnstrecke Stargard Szczeciński–Gdańsk.

## Geschichte
Im Jahre 1910 verzeichnete der Gutsbezirk Bergen 182 Einwohner. Zum Gutsbezirk gehörte auch das Vorwerk Grünhof.
Später wurde Bergen in die benachbarte Landgemeinde Wutzow eingemeindet und gehörte mit dieser bis zum Jahre 1945 zum Landkreis Belgard (Persante).
1945 kam Bergen, wie ganz Hinterpommern, an Polen. Der Ort erhielt den polnischen Ortsnamen „Góry“ und gehört heute zur Gmina Białogard im Powiat Białogardzki.
Kirchlich war Bergen bis 1945 in das Kirchspiel Woldisch Tychow eingepfarrt und gehörte zum Kirchenkreis Belgard in der Kirchenprovinz Pommern der evangelischen Kirche der Altpreußischen Union. Heute ist Góry Teil des Kirchspiels Koszalin (Köslin) in der Diözese Pommern-Großpolen der Evangelisch-Augsburgischen Kirche in Polen.

## Söhne und Töchter des Ortes
- Kurt-Wolf von Borries (1928–1985), deutscher Bildhauer und Grafiker